# Jimmy Savo
Jimmy Savo, alla nascita Vincenzo Rocco Sava (New York, 31 luglio 1892 – Guardea (Terni), 3 settembre 1960), è stato un artista statunitense naturalizzato italiano. È stato artista di vaudeville, burlesque, musical, cabaret, attore cinematografico e televisivo, comico, giocoliere  e mimo.

## Presentazione
Vincenzo Rocco Sava,  in arte Jimmy Savo, nasce a New York il 31 luglio 1892 da Giuseppe Maria Sava, di 23 anni,  di professione ciabattino, e Carmela Baione, di anni 21, filatrice, casalinga e anche proprietaria di qualche ettaro di terreno. Entrambi i genitori sono nativi di Stigliano, in provincia di Matera, ed emigrati in America nel 1888. Dal 1910 al 1960 si afferma in quasi tutti generi di spettacolo in voga a quel tempo: teatrale, cinematografico, musicale e televisivo nei quali si esibisce, amato dal pubblico e dalla critica come mimo, clown, attore drammatico e comico, giocoliere, cantante e ballerino.  Muore in Italia, a Guardea, in provincia di Terni il 3 settembre del 1960.
“Ho conosciuti pochi uomini durante la mia vita, la cui arte dovrebbe essere ricordata per sempre. Jimmy Savo è stato davvero un grande contributo al mondo dello spettacolo e uno dei clown più importanti al mondo. Con il suo volto da folletto poteva fare più di ciò che molti comici avrebbero potuto fare con mille parole. Una volta visto, il grande Savo non poteva mai più essere dimenticato. Anche se piccolo di statura, è alto dieci piedi nella mia memoria “.

## Biografia

### L’infanzia e gli inizi
Il libro autobiografico “I Bow to the Stones” racconta l’infanzia di Jimmy Savo, a partire dalla prima emigrazione di Giuseppe Sava, suo padre, un giovane calzolaio stiglianese, appena ventenne, che si fermò sul suolo americano per soli 5 giorni, mentre nella terza, nel 1895, riparte da Stigliano con una nuova moglie e i due figli: Lucia di 5 anni e, appunto, Jimmy di 3, avuti dalla prima moglie, Carmela Baione, anche lei stiglianese, morta a New York l’anno prima. È un racconto che si sviluppa attorno ad un tema ricorrente, la strada. È infatti in strada che Jimmy diventa adulto quando, piccolo ed esile, impara a correre davanti ai cavalli delle carrozze, lì dove, nel Bronx, i ragazzi, irlandesi e tedeschi, delle bande che gli danno la caccia, è in strada che si svolgono i riti religiosi, le processioni, come quella del Carmine o di Santa Maria la Beata, a cui partecipano tantissimi stiglianesi, provenienti da tutti i distretti della città e anche dalle città vicine, che ricordano così il paese natio; è lì che incontra Nelly, il cane, per metà pastore scozzese e per metà sanbernardo, che lo aiuterà a trionfare nella prima esibizione teatrale, in una delle tante “serate del dilettante”, e che gli schiuderà la porta per i grandi palcoscenici, fino a quelli di Broadway e ai set di Hollywood; è in strada che si esibiscono personaggi fantastici, artisti che svolgono magie uniche, che lui aspira ad imitare, ed è lì che alterna all’attività di strillone il canto, il ballo o si propone come mimo, giocoliere o equilibrista, per poi passare, con il berretto in mano, a raccogliere i primi frutti delle sue esibizioni. 

### La famiglia
Jimmy Savo sposa il 1º luglio 1918 in Newark (New Jersey) l’attrice Frances "Franza" Victoria Browder, con cui aveva recitato e reciterà, sia pure per un breve periodo, nei teatri di vaudeville e di burlesque.  Da questa unione nasce Jimmy Vincent Savo junior (scomparso nel 2002).  Ottenuto il divorzio nel 1935, sposa, in seconde nozze, Lina Farina, un giornalista italo-americana nata a Roma. Da questa unione non nascono figli.

### La produzione artistica

#### Vaudeville e burlesque
George Freedley, curatore della Collezione Teatrale della New York Public Library, scrive che la sua prima apparizione professionale si ebbe, a NY, al Victoria Theatre di Hammerstein nel 1912 quindi all’età di 20 anni. Antony Slide, nella sua Enciclopedia del Vaudeville ((1994): "The Encyclopedia of Vaudeville"), ci dice che Jimmy entra, proprio nel 1912, a far parte del circuito Orpheum, specializzato in vaudeville con teatri in diverse città americane, da costa a costa.
Gli spettacoli di vaudeville erano popolati da musicisti, cantanti e ballerini, attori comici, mimi ed imitatori, maschi e femmine, addestratori di animali e uomini forzuti, maghi e prestigiatori, acrobati e giocolieri. Jimmy, oltre alla clownerie, aveva la capacità di percepire gli umori di chi assisteva ai suoi spettacoli e di modificare l’idea iniziale alla base della sua esibizione. Insomma se il gioco di prestigio funziona male ripiega sulla pantomima del prestigiatore imbranato e finisce, così, con l’ottenere un successo anche più caloroso.
Il passaggio dal vaudeville al burlesque è così giustificato da Jimmy:
"… Ma costava molto viaggiare con un cavallo e uno struzzo (di cartapesta n.d.r.). Dovevo far fare delle gabbie per loro e pagare per l’eccesso di bagaglio sul treno. Decisi che il vaudeville era troppo costoso. Qualcuno mi suggerì di entrare in una compagnia dì burlesque perché sarei stato parte dello spettacolo e loro avrebbero pagato tutte le mie spese di viaggio. Perciò feci un contratto con un direttore di burlesque...".
Il burlesque, con la marcata presenza femminile, introduce elementi trasgressivi, sia pur in modo prima ingenuo e scollacciato, poi sempre più orientato verso lo spogliarello e il cabaret. Jimmy giustifica l’abbandono del vaudeville ed il passaggio al burlesque, con motivazioni essenzialmente economiche e, come, racconta in “I bow to the Stones”, perché può finalmente abbandonare quei pantaloni corti che, per contratto, era stato costretto a portare! Ma è evidente che indossati i pantaloni lunghi e cioè, anche formalmente e ufficialmente,  passato nella età delle pressanti pulsioni naturali, il correre dietro a 16 o 20 belle ragazze, tutte nude, non si limitasse alle quinte del palcoscenico, ma finisse, di rincorsa,  anche nei camerini. 
Ecco, infatti,  la testimonianza del “direttore”:
“Ho un’idea”, lui disse; “questa sarà una cannonata finché non escogitiamo un numero comico per te. Ascolta. Ti organizzo un numero equestre, come al circo. Ci metto sedici belle ragazze in abito da cavallerizza sul palcoscenico dietro di te e tu fai il tuo numero da giocoliere, quello che fai di solito. Ma finiamo in un modo straordinario. Tu tieni in equilibrio una delle ragazze seduta sul tuo cavallo di cartapesta e le altre ragazze si spogliano, sai, velocemente. Poi prima che uno se ne renda conto, tutto avviene all’istante. La ragazza e il cavallo vengono giù, le altre corrono all’impazzata fra le quinte”.

#### Il Musical
L'esordio a Broadway avviene con Vogue nel 1924, dove recita assieme a Fred Allen, con lui nel vaudeville, e molti altri attori famosi, tra i quali la moglie: è nei cartelloni di Broadway per 900 serate in 20 anni, con una decina di spettacoli. Sebbene manchino pellicole, nastri o altri supporti che possano documentare queste esibizioni, non mancano, tuttavia, i documenti cartacei, gli archivi delle case cinematografiche e televisive, le riviste specialistiche, le fanzine, o pubblicazioni, come Variety, Esquire, Playbill o Vanity fair, in cui vengono, di volta in volta, annunciati, recensiti e criticati i suoi spettacoli e da cui sono tratte molte di queste informazioni.
In sintesi è giusto ricordare come il suo maggiore successo teatrale sia stato The Boys from Syracuse, una commedia musicale con musica di Richard Rodgers e testi delle canzoni di Lorenz Hart, libero adattamento della "Commedia degli Errori", opera giovanile di William Shakespeare. La coppia Rodgers ed Hart trionfa sui palcoscenici di Broadway per 25 anni, anche grazie a composizioni famose, conosciute in tutto il mondo, come Blue Moon, My Funny Valentine o The Lady Is a Tramp. La regia è di George Abbott, le coreografie sono di George Balanchine, uno dei fondatori della tecnica del balletto classico negli Stati Uniti. Affiatatissima la coppia Savo&Hart, nel ruolo dei gemelli Dromios avendo già lavorato insieme agli esordi. La commedia debuttò all'Alvin Theatre per il Broadway theatre, il 23 novembre 1938 e chiuse i battenti il 10 giugno 1939 per un totale di 235 repliche. 
Il secondo lavoro teatrale, degno di nota, è Mum's the Word, in scena il 5 dicembre del 1940 al minuscolo Belmont Theatre, allora sulla 48ª strada Ovest, in quello che, in genere, si chiama un "one man pantomime show" perché prodotto, scritto e interpretato, unicamente, da Jimmy, con "incidentalmente, musiche di Ludwig van Beethoven, Frédéric Chopin, Modest Mussorgsky e Christoph Willibald Gluck, ma tutte manomesse da Jimmy Savo".
Nel 1942 Isidore Herk e i fratelli Shubert co-produssero uno spettacolo di Broadway chiamato Wine, Women and Song, con Jimmy Savo e Margie Hart.
Lo spettacolo fu pubblicizzato come una combinazione di vaudeville, burlesque e revival di Broadway e andò in scena per sette settimane.
La rivista includeva uno striptease, che scioccò alcuni del pubblico.
Wine, Women and Song fu chiuso per ordine del tribunale nel dicembre del 1942.
Il 18 gennaio 1948 ha luogo il prima ANTA Album (American National Theatre and Academy), presentato per la rappresentazione di un gala singolo allo Ziegfeld Theatre. Accanto a tanti attori famosi c'era anche Jimmy Savo con i suoi abbondanti pantaloni nel famoso numero, River Stay ‘Way From My Door.
Nel prospetto tutti i musical di Jimmy Savo per cui esiste documentazione 
| Titolo                         | Teatro                | Genere            | Date inizio-fine          | numero repliche | Direzione artistica              | ruolo di Jimmy              |
| ------------------------------ | --------------------- | ----------------- | ------------------------- | --------------- | -------------------------------- | --------------------------- |
| What’s Up                      | National Theatre      | Commedia musicale | 11 Nov 1943- 4 Gen 1944   | 63              | George Balanchine                | Rawa of Tanglinia           |
| Wine, Women and Song           | Ambassador Theatre    | Commedia musicale | 28 Sett 1942- 3 Dic 1942  | 150             | Murray Friedman                  | Attore                      |
| Mum’s the Word                 | Belmont Theatre       | One man show      | 5 Dic 1940- 14 Dic 1940   | 12              | Hiram Sherman                    | Produttore, cantante e mimo |
| The Boys from Syracuse         | Alvin Theatre         | Commedia musicale | 23 Nov 1938 – 10 Giu 1939 | 235             | George Abbott                    | Dromio of Syracuse          |
| Parade                         | Guild Theatre         | Commedia satirica | 20 Mag 1935 – 22 Giu 1935 | 40              | Jerome Moross                    | Cantante e attore           |
| Earl Carroll’s Vanities [1930] | New Amsterdam Theatre | Rivista musicale  | 1 Lug 1930 – 3 Gen !931   | 215             | Earl Carroll e P.restly Morrison | Attore                      |
| Murray Anderson’s Almanac      | Erlanger’s Theatre    | Rivista musicale  | 14 Ago 1929 – 12 Ott 1929 | 69              | John Murray Anderson             | Cantante e attore           |
| Vogues of 1924                 | Shubert Theatre       | Rivista musicale  | 27 Mar 1924 - 12 Lug 1924 |                 | Frank Smithson e altri           | Attore                      |

#### Il cinema

##### I cortometraggi e il muto
La produzione cinematografica svolta in alternanza al musical e al cabaret ha un percorso ugualmente interessante e prestigioso dal momento che sebbene mai annoverato e citato, inizia il suo impegno cinematografico con gli stessi registi, Eddie Cline, Al Herman, Slim Summerville che diressero Charlie Chaplin, Buster Keaton, 'Fatty' Arbuckle, Harry Langdon, Ben Turpin ed Harold Lloyd, tutti reduci dal vaudeville, e tutti ingaggiati dalla casa cinematografica Keystone del cineasta Mack Sennett, l’inventore del genere slapstyck (schiaffo e bastone).
Successivamente ha una grande consacrazione quando viene chiamato, come co-protagonista in uno dei lungometraggi che ci sono pervenuti, “Carry on sergeant”, film muto, commissionato dal governo canadese al regista, il capitano Bruce Bairnsfather, scrittore e caricaturista, per celebrare l’eroica partecipazione di quel paese alla prima guerra mondiale sul fronte europeo, ed uscito sugli schermi nel 1928. 

##### I lungometraggi e il sonoro
Maggiori aspettative furono per Once in a Blue Moon (1934), scritto, prodotto e diretto da Ben Hecht e Charles MacArthur, che lo vedono protagonista assoluto nel ruolo di “Gabbo the Great”, un artista circense nella Russia che si prepara alla rivoluzionaria bolscevica del 1917. La critica, spietata col regista, riconosce a Jimmy le sue capacità istrioniche, l’efficacia del personaggio, l’intensa espressività del volto, con cui esprime le più profonde sfumature dell’animo umano. 
Agli occhi dei bambini che assistono ai suoi spettacoli è palese la magia, l’incanto del clown e del suo mondo fiabesco, allietato dai brani cantati e danzati. Appare evidente, anche alla critica più severa, che il film è costruito attorno a lui e alla sua lunga e solida esperienza di vaudeville.
In "Once in a Blue Moon " eccezionale performance dello "squisito e adorabile clown Jimmy Savo ", amabile, ‘fragile, infinitamente toccante. "Gli occhi brillanti, le lucide, paffute guance, la bocca allegra, il colletto clericale, rappresentano l'apoteosi di Jimmy"
(Brooks Atkinsons).
Il 14 novembre 1937 esce “Merry-Go-Round of 1938 ” per la Universal Pictures, distribuito anche in Europa ed Brasile, in cui si racconta di 4 talenti della Great White Way di Broadway, quel quartiere con tutti teatri scintillanti di luce, illuminati a giorno fra la 42a e la 53a strada: “il comico Bert Lahr, l’artista della pantomima Jimmy Savo e il monologhista Billy House –  addirittura messi in ombra dal veterano di Hollywood, Mischa Auer.  (Hal Erickson per Allmovie) 
“Merry go round of 1938” è un film musicale che, seconda la moda del tempo porta la data nel titolo, perché oltre a prolungarne la vita cinematografica di un anno, essendo stato girato nel 1937, lasciava aperta la possibilità che potesse avere dei “sequel” negli anni successivi, anche se ciò, poi, non si è avverato. Si è avverato invece per “Broadway Melody of 19xx” della MGM,  “The Big Broadcast of 19xx” della Paramount, “Gold Diggers of 19xx’ della Warners. Al di là delle critiche, comunque molto positive per Jimmy, questo lungometraggio è importante perché in esso vengono riproposte le esibizioni di vaudeville e di burlesque che lo resero famoso e non furono mai documentate e filmate altrove (come il famoso “River, stay away from my door).
Nel prospetto tutti i film di Jimmy Savo per cui esiste documentazione. 
| Nome film              | Anno | Regia                   | Genere              | Ruolo di Jimmy |
| ---------------------- | ---- | ----------------------- | ------------------- | -------------- |
| Reckless Living        | 1938 | Frank McDonald          | Commedia drammatica | Attore         |
| Merry Go Round of 1938 | 1937 | Irving Cumming          | Commedia musicale   | Attore         |
| Once In A Blue Moon    | 1935 | Ben Hecht               | Commedia            | Protagonista   |
| Girl In The Case       | 1934 | Eugene Frenke           | Commedia            | Attore         |
| The House Dick         | 1931 | Lloyd French            | Commedia            | Attore         |
| Carry On Sergeant      | 1927 | Bruce Bairnsfather      | Bellico             | Coprotagonista |
| Exclusive Rights       | 1926 | Frank O’ Connor         | Poliziesco          | Attore         |
| Hold The Line          | 1922 | Slim Summerville        | Commedia            | Attore         |
| Pardon me              | 1921 | Slim Summerville        | Commedia breve      | Attore         |
| Say It With Flowers    | 1921 | Al Herman               | Commedia breve      | Attore         |
| The Golfer             | 1921 | Eddie Cline & Al Herman | Commedia breve      | Attore         |

#### il cabaret
Agli inizi degli anni ’40 Jimmy vive una profonda crisi professionale. Sullo sfondo della II guerra mondiale,  Il mondo dello spettacolo sembra averlo dimenticato. Dopo il trionfale 1938, con due lungometraggi ed il musical di maggior successo, “The Boys from Syracuse” , viene trascurato da Hollywood e incappa in tre flop di fila a Broadway, addirittura sospensione dello spettacolo ed il carcere per il produttore di “Wine, Woman and Song”. In soccorso di Jimmy arriva un personaggio davvero unico, Barney Josephson, che dopo un giro in Europa per un profondo amore per il jazz e il cabaret aveva aperto, il 28 dicembre 1938, in una seminterrato di Sheridan Square, nel Greenwich Village, a forma di L,  Il “Café Society“, "il posto sbagliato per il popolo giusto".
"Volevo un club dove neri e bianchi lavorassero insieme dietro le luci della ribalta e sedessero insieme davanti”. (Barney Josephson)
Gli offrì un impegno di dieci settimane per 450 $, che, ben presto, grazie all’impetuoso successo diventano a 3500 $ a settimana. Come ci viene raccontato ancora una volta da E. E. Cummings, scrittore, drammaturgo e pittore, grande estimatore di Jimmy:
“Una delle sue specialità era l’uso della mimica per illustrare le canzoni che stava cantando, come in “River Stay ‘way from My Door”, dove era in grado di provocare vere e proprie inondazioni, o in “”(You Get No Bread with) One Meat ball”, un drammatico scambio tra un povero affamato e un cameriere avaro.
Ebbe una battuta d‘arresto nel settembre 1946, quando gli fu diagnosticato un tumore maligno ad una gamba. Ricoverato al Memorial Hospital subì l’amputazione dell’arto, sopra il ginocchio, ma si rimise presto in piedi e riprese il suo impegno grazie ad una protesi, abbastanza sofisticata per quell’epoca.
“Tutto andava a gonfie vele finché Leon Josephson, fratello di Barney non fu convocato dal Comitato per le Attività Antiamericane e poiché si rifiutò di rispondere, fu accusato di disprezzo per la corte. Si scatenò allora una campagna di stampa da parte dei giornalisti più retrivi che costrinse i fratelli Josephson a chiudere il locale nel 1947” (testimonianza di Lina Farina, seconda moglie di Jimmy, in una nota al volume “I bow to the stones)

#### La tv
La “CBS Television Workshop” mette in onda, nel gennaio del 1952, una serie televisiva su “Don Chisciotte” (Don Quixote). Nel gennaio, in due puntate, accanto a Boris Karloff nel ruolo di Don Chisciotte, appaiono Jimmy Savo nei panni di Sancho Panza e Grace Kelly nel ruolo di Dulcinea. Nello stesso anno, il 2 agosto, Jimmy è l’ospite d’onore dello spettacolo televisivo “All star Summer Revue”, uno spettacolo televisivo con un grande seguito in America, andato in onda dal 1950 al 1953, essenzialmente nei mesi estivi, in prosecuzione di due vecchi show (“Four Star Revue” diventato “’All Star Revue” prima e “All-Star Summer Revue”, poi).
Di rilievo è la parte finale del primo dei tre sketch, interpretati da Jimmy, che sfuma sulla musica de  “I Pagliacci” di Ruggero Leoncavallo. Non solo un omaggio alla lirica, al melodramma italiano, ma una attenzione particolare per la maschera, dolce e amara, del pagliaccio, del clown, che sintetizza e rappresenta bene tutte le altre indossate dall’artista. 
Dopo la puntata del ’58, il 20 gennaio del 1959, Jimmy Savo, a 64 anni, torna al “The Jack Paar Show” con l’attore Dick Van Dyke, l’attrice Faye Emerson, il comico Henny Youngman, la cantante Louise O'Brien, ed il cartoonist Walt Kelly. Sarà l’ultima sua esibizione.

### La maturità e l’impegno
Nell’estate del 1938, infatti, Jimmy è in Italia, a Guardea, in provincia di Terni, deve recarsi su un poggio su cui, sin dal medioevo, sorge un piccolo borgo, con 19 abitanti, stretti attorno ad un castello, regalo del papà della Farina alla figlia, in occasione del suo matrimonio con Jimmy. Così Jimmy torna in Italia ed ha modo di rendersi conto della triste realtà che attraversa il suo paese, visitando i territori interessati dalla bonifica delle paludi pontine, peraltro esaltata della retorica e della propaganda fascista. Oltre a subire i sospetti della polizia italiana non è difficile immaginare che abbia ottenuto attenzioni particolari, in America, durante la “caccia alle streghe”  se si tiene conto che, nell’ottobre del 1943 partecipa ad un simposio e pubblica un articolo denuncia, “Il futuro dell’Italia”, su ciò che aveva visto in Italia, sulla rivista “The New Masses”, un giornale marxista statunitense, uscito regolarmente tra il 1926 e il 1948, e che, verso la fine degli anni trenta sostenne il Fronte popolare del Partito Comunista degli Stati Uniti d'America come risposta all'avanzata del fascismo in Europa e, successivamente, alla Guerra civile spagnola.
“So che gli italiani hanno bisogno di pane. So anche questo: che quando le Paludi Pontine furono prosciugate molti operai morirono di malaria. Loro avevano bisogno del lavoro, il lavoro li uccise”… “So che dove viveva Costantino c’era un ragazzo di 12 anni, Alfreduzzo, che in tutta la sua vita, aveva mangiato solo un uovo. E Alfreduzzo non aveva scarpe. Perciò non poteva andare a scuola. Per andare a scuola e imparare l’ABC, in Italia, un bambino deve avere le scarpe”.
Questa ed altre storie sono raccontate in "Little World, Hello!" (“Salve, piccolo mondo!”), un libro scritto da Jimmy Savo sulla sua esperienza a Guardea. L’intenzione era di ripartire immediatamente per l’America ma decide di rimanere in Italia, trasformandosi in un agente di promozione sociale e civile, che valorizza, integra, apprezza l’umanità, cercando di realizzare una utopia comunistica e comunitaria: si fermeranno e cominceranno a risanare il luogo, dal tetto del castello che perde pezzi che si abbattono su stanze e cortili; ma non solo del castello, anche di tutte le case dei suoi abitanti. Comprerà altra terra, riorganizzerà la produzione agricola ed offrirà a tutti il suo vino e il suo aiuto.
Glibert Seldes scrisse una volta di Savo: "Lui è sempre dolce, com’è dolce l'acqua fresca," È questo il sapore di 'Salve, piccolo mondo!".
Il 6 aprile del 1954 il New York Times titola “Jimmy Savo progetta il suo ritorno alle scene", un musical basato sul suo romanzo Little World, Hello. Questo progetto non sarà realizzato: Jimmy morirà a Guardea il 3 settembre del 1960 e li sarà seppellito.

### Riconoscimenti
Due anni dopo la morte di Jimmy, il 29 settembre 1962, Lina Farina inaugura presso il castello di Guardea il "Jimmy Savo Art Center" che vede la partecipazione dello scrittore John Ernest Steinbech, del musicista York Ignace McLemore, del filologo Christian Glover e dell'addetto culturale dell'Ambasciata americana a Roma John Brown. La presidente di Anta (American National Theatre and Academy) Peggy Wood e il direttore del Whitney Museum di New York Lloyd Goodrich diventano consiglieri della Farina nell'organizzazione di simposi, dibattiti ed eventi sull'arte contemporanea. La collaborazione con Goodrich permise al Whitney Museum of American Art di esporre un lavoro di Adolf Dehn "Jimmy Savo and Rope" del 1944, "Jimmy Savo's Shoes" di Loren MacIver del 1944 esposto al MOMA di New York, così pure i ritratti di E.E. Cummings "a poet, painter, essayist, author, and playwright". 
Guardea diventa dunque un riferimento importante nella vita artistica italiana e internazionale fino al 1968, ultimo anno in cui fu possibile organizzare importanti manifestazioni poi, unicamente, sopravvisse la scuola d'arte e di lingua inglese per i ragazzi del Poggio.

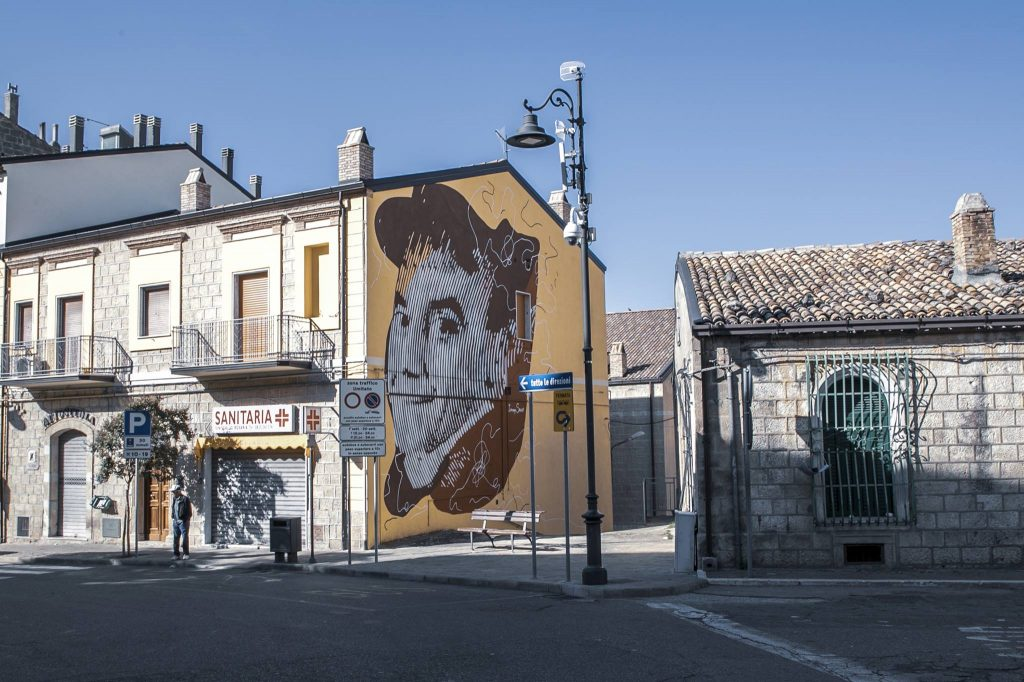
Murales di Jimmy Savo a Stigliano, "Capitale per un giorno"

La figura di Jimmy Savo viene rilanciata dal lavoro di Franco Della Rosa, che lo aveva conosciuto nel 1960 e che opera per far conoscere questo artista in Italia. 
All'interno delle celebrazioni di “Matera, Capitale della cultura 2019”, Jimmy Savo è stato ricordato e festeggiato a Stigliano i giorni 7 e 8 settembre 2019 (report sulla manifestazione).